# Vanessa vulcania
Vanessa vulcania é uma espécie de insetos lepidópteros, mais especificamente de borboletas pertencente à família Nymphalidae.
A autoridade científica da espécie é Godart, tendo sido descrita no ano de 1819.
Trata-se de uma espécie presente no território português.